# De boodschap van het Wilhelmus
"De boodschap van het Wilhelmus. Een aanvullende studie" is het proefschrift van de musicoloog Willem Frederik Breman (1888-1962) uit 1951 over het Wilhelmus.

## Geschiedenis
Op 10 mei 1932, exact acht jaar voor het uitbreken van de Tweede Wereldoorlog, besloot de Nederlandse ministerraad dat het Wilhelmus het nationale en officiële volkslied zou worden. In 1939 bepaalde de regering dat in het onderwijs aan dit volkslied aandacht zou moeten worden besteed. In de oorlogsjaren, bij de bevrijding en rond de inhuldiging van koningin Juliana der Nederlanden kreeg het lied bijzondere aandacht.
Een jaar na de tweede wereldoorlog verscheen dan het proefschrift van de taal- en letterkundige Jacobus Bernardus Drewes (1907-1994): Wilhelmus van Nassouwe. Een proeve van synchronische interpretatie. Drewes benaderde het Wilhelmus vanuit het standpunt en de context van de 16e eeuw waarin het was ontstaan. Dat was ook het uitgangspunt van Breman toen hij zijn 'aanvullende studie' (waaraan hij van 1912 tot 1950 had gewerkt) liet verschijnen.

## Inhoud
Na een voorwoord wijdt Breman aan elke strofe een paragraaf. Daarna behandelt hij in verschillende hoofdstukken nog andere zaken om te besluiten met 'Hoogtepunten van het Wilhelmus', 'De zeven ridderdeugden' en 'De boodschap van het Wilhelmus'. Er zijn drie platen toegevoegd, waaronder een schema over de zeven ridderdeugden en de tekst van het lied zelf.
Breman is van mening dat traditioneel de interpretatie en studies (van 1891-1945, volgens opgave van Drewes, circa 60 in totaal) het lied benaderden vanuit drie standpunten: katholicisme, protestantisme of humanisme. Hij meent dat inderdaad het calvinisme duidelijk aanwijsbaar is, maar wijst daarnaast op de invloed van de gnosis en hij refereert vooral aan de zeven ridderdeugden die volgens hem centraal staan in het lied.

## Uitgave
Het werk verscheen bij de uitgever Stols.
- Het eerste exemplaar, romeins genummerd I, werd in leer gebonden en was bestemd voor koningin Juliana.
- Tien exemplaren, op de pers genummerd van II-XI, werden in blauw linnen gebonden met op het voorplat de Hollandse leeuw in goud gestempeld; deze tien exemplaren waren gereserveerd voor de schrijver zelf.
- De exemplaren XII-CI (die niet in de handel kwamen) en de nummers 1-900 (met numerator genummerd) werden ingenaaid in een omslag.

De tekst werd gezet uit de Garamond en gedrukt op geschept papier van Van Gelder door de Haagse drukkerij Trio.
De studie is opgedragen "Aan Hare Majesteit Juliana koningin der Nederlanden", "ter nagedachtenis aan de onbekende dichter van het Wilhelmus" en "in eigendom teruggegeven" aan: Aleida Hofstede Crull, Francina van Davelaar (die de illustraties verzorgde), Lien Kwindt-Hengeveld, Martha Köpke en Adriaan van der Veen. Daarnaast bedankt hij zijn vrienden mr. F.D.L. Gunning en A.A.M. Stols (de uitgever van het werk).
Boekenreeksen: Trajectum ad Mosam · To the happy few · Halcyon · Luchtkastelen · Helikonreeks · Orpheus · Atlantis

Tijdschriften: Halcyon · Helikon · De Vrije Bladen (18e jaargang)

Overige uitgaven: Verzamelde gedichten (J.C. Bloem) · Broeder Bernard (P.N. van Eyck) · Hartslag (Morriën) · Landwind (Morriën) · De boodschap van het Wilhelmus · Het exlibris der Nederlandse medici